# Harald Toppel

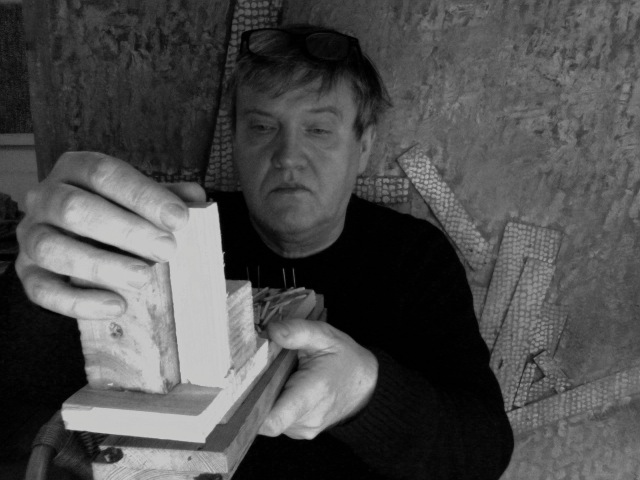
Oscer Pioppi mit Traghettomodell

Harald Oskar Wilhelm Toppel (* 20. November 1949 in Berlin-Johannisthal) ist ein deutscher Maler, Grafiker, Collagist und Zeichner. Er benutzt das Pseudonym Oscer Pioppi, zuvor HOW Art Toppel und H.Toppl. Toppel war Mitte der 1980er Jahre und während der 1990er Jahre einer der jüngeren Protagonisten der Ost-Berliner lyrischen Abstraktion.

## Leben
Toppel absolvierte von 1976 bis 1973 eine Lehre als Elektromonteur und übte dann verschiedene Tätigkeiten aus. Nach Besuch der Keramikwerkstatt von Ingeborg Hunzinger und von Zeichenkursen bei Dieter Goltzsche im Studio Bildende Kunst in Berlin-Köpenick studierte er von 1973 bis 1978 an der Kunsthochschule Dresden unter anderem bei Gerhard Kettner und Christian Hasse. Seit 1979 arbeitet Toppel als freischaffender Maler und Grafiker. Er war bis 1990 Mitglied des Verbands Bildender Künstler der DDR und war zu Studienaufenthalten 1973 in Ungarn, 1986 in Westberlin und 1989 in der Schweiz.
1993 erhielt er ein Arbeitsstipendium der Stiftung Kulturfonds, Berlin, und 1994 den Förderungspreis des Kunstpreises Berlin. Harald Toppel lebt hauptsächlich in Berlin und arbeitet in dessen Umland, unter anderem in der Druckwerkstatt 3. Stock von Bernd Hornung in Zehdenick. Längere Studienreisen führen ihn immer wieder nach Italien und in die Schweiz.

## Ausstellungen (unvollständig)
(Auswahl: Einzelausstellung (E); Beteiligung (AB))
- 1983, 1986 und 1989: Bezirkskunstausstellungen Berlin (AB)
- 1984: Junge Künstler der DDR, Neue Berliner Galerie im Alten Museum, Berlin (AB)
- 1989: Galerie Rotunde, Staatlicher Kunsthandel im Alten Museum, Berlin (E)
- 1996: Neuer Berliner Kunstverein, Berlin-Mitte[1] (E)
- 1998: Derrière les Jardins / Küchenbilder; Galerie Brecht-Haus, Berlin-Weißensee(E)
- 2003: Werkstatt 3.Stock – Ätzungen h.& t. gedruckt; Galerie im Turm, Berlin (E)
- 2004: Giuseppes Gärten – Temperamalreih’n & Tuschen a’Papier bei DAZ Diktiertechnik, Berlin (E)
- 2005: chrysantheme murmure manifestation; Galerie Burg Klempenow in Mecklenburg-Vorpommern (E)
- 2005/2006: Decor Mumure; galerie parterre, Berlin (E)
- 2010: Oscer Pioppi / Bilder; Galerie am Savignyplatz, Berlin (E)
- 2011: grafiche e disegni sovrapposti; Terme del Tufaro, Contursi (SA), Italien (E)
- 2012: giardini peppes – tuschen & collagen; Galerie Frebel, Westerland (E)
- 2013: PIOPPISTOPOLATOPPELSPIOPPI / Malerei, Graphik;  Klostergalerie Zehdenick (E)
- 2015: Deutsche Wohnen AG; GEHAG FORUM, Berlin (zusammen mit Hans Scheib)
- 2016: „Gegenstimmen - Kunst in der DDR“ Gropius Bau, (AB)
- 2022: Aufbrüche. Abbrüche. Umbrüche, Kunst in Ost-Berlin, 1985–1995, Stadtmuseum Berlin(AB)
- 2023. Kunsthaus Koldenhof  (zusammen mit Rosa Hentrich)

## Öffentliche Sammlungen mit Werken Toppels (unvollständig)
- Märkisches Museum, Berlin
- Berlinische Galerie
- Museum Junge Kunst Frankfurt (Oder)
- Staatliches Museum, Schwerin,
- Kupferstichkabinett Dresden